# كأس حذفي 2011–12
كأس حذفي 2011–12 هو موسم من كأس حذفي. كان عدد الأندية المشاركة فيه 100، وفاز فيه نادي استقلال طهران.